# Ismael Mateus
Ismael Mateus (Bengo,1964 - Luanda, 2024) foi um escritor e jornalista angolano que fez parte do órgão de consulta do Chefe de Estado angolano, o Conselho da República. Foi também um dos fundadores do Sindicato dos Jornalistas Angolanos.  

## Biografia
Ismael Mateus Sebastião, nasceu em Bengo, uma das províncias de Luanda, em Julho de 1964.
Formou-se em jornalismo em 1981 e esceveu para vários jornais, entre eles: Angolense, Cruzeiro do Sul e o Novo Jornal.
Em 1992, integrou o grupo de fundadores do Sindicato de Jornalistas Angolanos, do qual foi secretário geral, e era membro da União dos Escritores Angolanos. Aquando da sua morte, em Outubro de 2024, num acidente de viação, fazia parte do órgão de consulta do Chefe de Estado angolano, o Conselho da República.

## Reconhecimento
O governo angolano emitiu uma mensagem de condolências, e o chefe de Estado João Lourenço e Esperança da Costa, Vice-Presidente da República Angola, prestaram-lhe homenagem, no seu velório.

## Ligações Externas
- RTP | Ismael Mateus entrevistado no programa Fórum África 2020